# Украинская автокефальная православная церковь каноническая
Украинская автокефальная православная церковь каноническая (укр. Українська автокефальна православна церква канонічна; сокращённо УАПЦ-К) — одна из организаций неканонического православия, которая декларирует своё происхождение от Польской православной церкви. Не состоит в евхаристическом общении с поместными Православными церквями и не признаётся ими.
С 18 июня 2005 года по 2015 год предстоятель — Моисей, с титулом «Патриарх Киевский и всей Руси-Украины». С 2016 года данные о деятельности организации отсутствуют

## История
Во время Второй мировой войны на территории Рейхскомиссариата Украина была осуществлена реставрация Украинской автокефальной православной церкви, которая получила автономию от Дионисия Валединского, предстоятеля Польской Православной Церкви, которая в свою очередь в 1924 году получила автокефальный статус от Вселенского Патриарха Григория VII.
В апреле 1932 года митрополит Дионисий хиротонисал Поликарпа Сикорского во епископа Луцкого, викария Волынско-Ровенской епархии, и в 1942 назначил его на контролируемую германской администрацией территорию Украины для возобновления УАПЦ и рукоположения новых епископов. Таким образом, вся иерархия УАПЦ в 1942 году получила канонические епископские хиротонии по линии Апостола Петра. Среди рукоположённых епископов были ныне покойные Патриарх Мстислав (Скрипник) и Митрополит Григорий (Огийчук), от которого, по версии УАПЦК, идет каноническое рукоположение Патриарха Моисея.

### УАПЦ в независимой Украине
В 1990 году, после празднования 1000-летия Крещения Киевской Руси, на Украине возобновилось движение по возрождению автокефалии Украинской православной церкви. Движению этому дал толчок Иоанн (Боднарчук), а в центральной Украине в апреле 1990 года — протоиерей Олег Кулик. Последний организовал около 200 общин УАПЦ, будучи митрополичьим администратором Хмельницкой, Винницкой и Житомирской областей.
5—6 июня 1990 года в Киеве состоялся т. н. «Всеукраинский православный собор», где участвовали более чем 700 делегатов со всей Украины — среди них семеро епископов и свыше 200 священников. «Всеукраинский православный собор» утвердил факт образования УАПЦ и избрал патриархом Киевским и всей Украины митрополита Мстислава (Скрипника), который был последним главой Украинской автокефальной православной церкви, образованной по указу митрополита Варшавского ППЦ Дионисия (Валединского) в 1942 году на территории Рейхскомиссариата Украина.
2 октября 1990 года органы власти Украинской ССР официально зарегистрировали УАПЦ, а 18 ноября 1990 года в соборе Святой Софии в Киеве состоялась интронизация патриарха Киевского и всей Украины Мстислава (Скрипника).
С этого времени патриарх Мстислав не только стал первым патриархом, но и временно объединил УАПЦ на Украине с УАПЦ в США и диаспоре, у которых была епископская линия от епископов, поставленных архиепископом Поликарпом Сикорским. С того времени иерархи и духовенство УАПЦ в США стали приезжать на Украину, служить в украинских храмах, принимать участие в рукоположениях священников. Так, патриарх Мстислав вместе с епископом Вашингтонским Антонием (Щербой) хиротонисали во епископа Хмельницкого Антония (Фиалко) и во епископа Днепропетровского — Пантелеимона (Романовского). Последние два епископа перешли в РПЦ — и с этого времени каноническая линия рукоположений в Украинской автокефальной православной церкви исчезла.
11 июня 1993 года умер патриарх Киевский и всей Украины Мстислав. Перед смертью Мстислав объявил своё завещание, в котором призывал УАПЦ не иметь никакого отношения к бывшему митрополиту РПЦ Филарету Денисенко, лишённому сана его родной Церковью — РПЦ.
В 1995 году, через два года после смерти патриарха Мстислава, иерархи УАПЦ в США перешли под омофор патриарха Константинопольского Варфоломея, тем самым обрывая преемственность от Поликарпа (Сикорского), которая давала надежду на возрождение УАПЦ на Украине.

### УАПЦ-Соборноправная
В октябре 2002 года в США состоялся Собор архиереев УАПЦ-Соборноправной Северной и Южной Америки считающий себя ветвью от Польской Православной Церкви, которую возглавлял митрополит Григорий (Огийчук), а после его смерти в 1985 году — митрополит Андрей (Пражский) (1985—1990), затем митрополит Алексий (Низза) (1990—1999), затем митрополит Стефан (Бабий-Петрович) (1999—2004).
Собор архиереев УАПЦ-Соборноправной, рассмотрев сложившуюся ситуацию с УАПЦ на Украине, постановил:
-вернуть церковной структуре УАПЦ-Соборноправной древнюю патриархальную модель;
-восстановить своё присутствие на украинской земле установлением Архиепархии Киева и всей Руси-Украины;
-рукоположить архимандрита Моисея (Кулика) в сан епископа и направить в чине Митрополита Киева и всей Руси-Украины на Украину для установления Архиепархии Киева и всей Руси-Украины.
10 октября 2002 года в Кафедральном Соборе Святых мучеников Бориса и Глеба в г. Кливленде, США состоялось рукоположение епископа Моисея (Кулика) и возведение его в чин Митрополита Киевского и всей Руси-Украины. Митрополит Моисей направлен на Украину «для возобновления Киевской Митрополии и возрождения УАПЦ-Соборноправной на Украине с правом полного административного управления и духовной опеки».
1 ноября 2002 года состоялась пресс-конференция митрополита Стефана (Бабий-Петровича), первоиерарха УАПЦ-Соборноправной Северной и Южной Америки, посвященная историческому Собору архиереев УАПЦ-Соборноправной и его решению о возвращении на территорию Украины Церкви из Диаспоры.
В 2004—2005 годах в УАПЦ-Соборноправной в США происходят события, которые коренным образом меняют статус УАПЦ-Соборноправной на Украине. УАПЦ-Соборноправная Северной и Южной Америки становится УАПЦ Северной и Южной Америки и Диаспоры и, возглавляемая митрополитом Михаилом (Явчак-Чампионом) объединяется с УАПЦ на Украине, признавая своим первоиерархом митрополита Мефодия (Кудрякова).
В результате такого объединения вместо возвращения УАПЦ из Диаспоры на Украину произошло расширение УАПЦ с Украины в Диаспору, тем самым была уничтожена ещё одна каноническая ветвь УАПЦ.
УАПЦ-Соборноправная на Украине, возглавляемая митрополитом Моисеем, осталась в стороне от этого объединения
и приобрела статус самостоятельной юрисдикции. Митрополит Моисей вел активную просветительскую работу на постсоветской Украине, обращая атеистов в членов УАПЦС
и призывая к объединению разбросанные в силу исторических причин осколки УПЦ по всему миру.

### УАПЦ-Каноническая
17—18 июня 2005 года в день Святой Троицы в Киеве состоялся Архиерейский собор УАПЦ-Соборноправной под омофором митрополита Киевского и всей Руси-Украины Моисея, на котором решением Святого синода и решением Всемирного архиерейского собора было утверждено название УАПЦС как УАПЦ-Каноническая.
УАПЦ-Каноническая декларирует своё каноническое происхождение от Польской православной церкви и свою причастность к томосу автокефалии 1924 года, предоставленному Григорием VII на канонической основе исторической принадлежности территорий к Киево-Руской митрополии. Миссия по возобновлению действия томоса 1924 года для УАПЦ на Украине решением Святого синода УАПЦ в диаспоре поручена Моисею (Кулику), митрополиту Киевскому и всей Руси-Украины.
7 ноября 2009 года, по данным пресс-релиза УАПЦ-К и выступления руководства УАПЦ-К в пресс-центре «Новое Закарпатье» города Ужгорода, а также по свидетельству членов УАПЦ-К, произошёл силовой захват храма Святой Троицы УАПЦ-К в Ужгороде и избиение епископа УАПЦ-К Василия (Томинца).
С 27 декабря 2009 года в перешедшем к УПЦ КП храме стал проводить службы епископ УПЦ КП Кирилл (Михайлюк).
13 июля 2010 года патриарх УПЦ КП Филарет (Денисенко) посетил занятую церковь и освятил фундамент нового храма. Во время его визита возник конфликт между представителями УАПЦ-К и духовенством УПЦ КП.
18 июля 2010 года между епископом Василием и членами УАПЦ-К, с одной стороны, и епископом УПЦ КП Кириллом и группой неизвестных, с другой стороны, возник новый конфликт. В результате конфликта епископ УАПЦ-К Василий получил телесные повреждения средней тяжести, а против епископа УПЦ КП Кирилла было возбуждено уголовное дело.
30 октября 2010 года при участии епископа УПЦ КП Кирилла был разбит фундамент нового храма Святой Троицы, который был заложен членами УАПЦ-К.
В Киеве храм УАПЦ-К может быть снесен по инициативе районной администрации.

## Современное состояние

### Епархии
- Киевская епархия
- Ужгородская епархия
- Фастовская епархия
- Житомирская епархия
- Епархия в Мексике
- Епархия в США
- Епархия в Греции
- Епархия в Италии
- Епархия в Колумбии
- Епархия в Бразилии

## Богословские и календарно-богослужебные особенности
Использует византийский обряд и придерживается юлианского календаря.
Язык богослужения — современный украинский на Украине, испанский — в Мексике, английский — в США, итальянский — в Италии.
В то же время отсутствует почитание иконостасов и мощей, в антиминсы вкладываются частицы причастия. Практикуется рукоположение архиереев в чрезвычайно молодом возрасте. Патриарх Моисей признаёт переселение душ, практикует визионерство.

## Патриарх Моисей

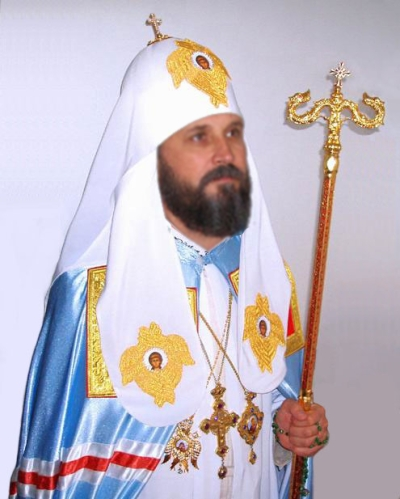

Моисей в миру: Олег Иванович Кулик (укр. Олег Іванович Кулик; 3 мая 1962, Меджибож, Хмельницкая область) — глава неканонической религиозной организации «Украинская Автокефальная Православная Церковь Каноническая» с титулом «Патриарх Киевский и всей Руси-Украины».

### Биография
Родился на Украине, в селе Меджибож Летичевского района Хмельницкой области. По окончании школы в 1978—1982 годах учился в Хмельницком музыкальном училище и получил диплом преподавателя музыки по классу флейты, артиста и руководителя духового и симфонического оркестров. Четыре года исполнял партию флейты в симфоническом и духовом оркестрах.
В 1982—1984 годах проходил военную службу в военном оркестре Хмельницкого Высшего Командного Артиллерийского училища.
В 1984—1988 годах учился в Хмельницком технологическом институте бытового обслуживания на инженерно-экономическом факультете, который окончил по специальности «бухгалтерский учёт и анализ хозяйственной деятельности». Одновременно с учёбой работал в этом же институте на должности художественного руководителя и режиссёра 12-ти творческих коллективов, которые стали победителями и дипломантами областных, республиканских и всесоюзных конкурсов. Как лучшие коллективы Украины, они были приглашены на гастроли в Болгарию, Мальту, Италию, Грецию, Турцию и Россию.

### Деятельность вРПЦ
В 1989 году начинает работал регентом Архиерейского профессионального хора собора Рождества Пресвятой Богородицы в Хмельницком, а также проводил успешную миссионерскую работу с концертной программой православного пения в Хмельницкой и Винницкой областях. В 1989 году был рукоположён в сан диакона при кафедральном соборе Рождества Пресвятой Богородицы в Хмельницком.
В 1990 году получил отпускные документы и перешёл в канонически непризнанную Украинскую Автокефальную Православную Церковь.

### Деятельность в УАПЦ
В мае 1990 года первоиерархом УАПЦ митрополитом Иоанном Бондарчуком назначен митрополичьим администратором для Хмельницкой, Винницкой и Житомирской областей.
В апреле 1990 года в Хмельницком, осуществляя в течение семи месяцев богослужение под открытым небом, добился от советских гражданских и военных властей передачи для УАПЦ храма Апостола Андрея Первозванного, который был отдан советской властью в пользование лётной военной части.
С благословения патриарха Мстислава 25 ноября 1990 года в храме святого архистратига Михаила был рукоположён в сан священника.
С мая 1990 по октябрь 1992 года посетил около 200 сёл и городов Хмельницкой, Винницкой и Житомирской областей, где организовал и добился регистрации около 195 общин УАПЦ.
В 1990 году открыл школу священников, в которой подготовил к рукоположению 19 священников. В течение 1990—1992 годах открывал и отстраивал старые церкви, создавал новые общины УАПЦ.
Такая деятельность обусловила сопротивление противников возрождения УАПЦ — двенадцать задокументированных в милиции нападений на Олега Кулика и его семью, среди которых попытки убийства с тяжёлыми последствиями и поджог квартиры.
В августе 1992 года митрополит Иоанн Бондарчук направил протоиерея Олега Кулика на миссионерское служение в США в украинских парафиях УАПЦ под омофором патриарха Мстислава.
В США открывал классы религии для детей и взрослых, активно участвовал в жизни украинской диаспоры, пел и играл на флейте в церковных концертах, посвящённых дням творчества Тараса Шевченко и Леси Украинки, дню матери и отца.
В 1997 году получил отпускную грамоту и учредил в Детройте новую православную общину для вновь прибывших эмигрантов из стран бывшего СССР. Одновременно учился как госпитальный капеллан-священник и работал с тяжелобольными в госпитале, ухаживал за парализованными людьми, перестраивал молитвенный дом под православную церковь, выполняя собственноручно почти все строительные работы.
В 1999—2002 годах учился на заочном отделении Киевской духовной академии УПЦ КП.
В 2000 году вернулся на Украину и создал в Ужгороде православную общину, а также зарегистрировал ещё 12 в Закарпатской области. Проповедовал в школах, детсадах, разных организациях, уча людей пониманию Божьей науки в простых формах и с практическим применением в жизни.
В 2002 году посетил США, где получил предложение от Святого синода УАПЦ Соборноправной Северной и Южной Америки быть рукоположённым в сан епископа и направленным на Украину от УАПЦ-Соборноправной. Это предложение было основано на том, что отец Олег в 1990 году способствовал возрождению УАПЦ на Украине и работал в тесном сотрудничестве с покойными патриархом Мстиславом Скрыпником и митрополитом Иоаном Бондарчуком, а также имеет опыт создания и развития церковной структуры. В октябре 2002 года в США состоялся Собор архиереев УАПЦ Соборноправной Северной и Южной Америки, на котором было принято решение
рукоположить священнослужителя Олега Кулика в сан епископа и направить в чине митрополита Киева и всей Руси-Украины на Украину для установления архиепархии Киева и всей Руси-Украины. 10 октября в кафедральном соборе Святых мучеников Бориса и Глеба в Кливленде, США состоялось рукоположение епископа Моисея (Кулика) и возведение его в чин митрополита Киевского и всей Руси-Украины. Митрополит Моисей направлен на Украину «для возобновления Киевской Митрополии и возрождения УАПЦ-Соборноправной на Украине с правом полного административного управления и духовной опеки». 1 ноября состоялась пресс-конференция митрополита Стефана (Бабий-Петровича), первоиерарха УАПЦ Соборноправной Северной и Южной Америки, посвящённая историческому Собору архиереев УАПЦ-Соборноправной и его решению о возвращении на территорию Украины Церкви из диаспоры. В октябре вернулся на Украину для архипастырского служения, чтобы возродить каноническую ветвь епископского рукоположения от Апостола Петра и возродить каноническую ветвь Украинской автокефальной православной церкви от Польской православной церкви, которая ещё в 1924 году получила томас об автокефалии, предоставленный Вселенским патриархом Григорием VII, на основе исторической принадлежности к Киевской митрополии.

### УАПЦ-К
В 2004 году Митрополит УАПЦ-Соборноправной Стефан в связи с болезнью отходит от управления Церковью.
Главой Церкви становится Митрополит Михаил. В 2004 он получает предложение об объединении от Митрополита Мефодия (Кудрякова), главы УАПЦ в Киеве. Митрополит Михаил отвечает согласием,
спешно исключив Митрополита Моисея из состава архиереев УАПЦ-Соборноправной.
7 октября 2009 года на сайте УАПЦ-К было опубликовано сообщение о том, что 5 октября вооруженная группа лиц пыталась проникнуть в помещение, где находился глава УАПЦ-К Моисей. По данным протоиерея УАПЦ-К Леонида Стефанишена и протодьякона УАПЦ-К Олега Сукачова, несмотря на то, что нападавшие направляли пистолеты на иерархов УАПЦ-К и стреляли в воздух, милиция не приняла никаких мер. По словам того же Леонида Стефанишена и некой Валентины Здуровой на протяжении нескольких дней продолжались попытки проникновение в квартиру Моисея Кулика. На сайте близком к УАПЦ-К имеется запись телефонного разговора с директором ГП «ТХОРІВСЬКИЙ СПИРТОВИЙ ЗАВОД»,
бывшем члене УАПЦ-К и сегодняшнем помощнике Филарета Денисенко Анатолием Гулеватым, в котором имеют место угрозы По данным сайта УАПЦ-К 11 октября 2009 года Моисей Кулик по телефону обратился к членам своей организации с прощальной проповедью и затем выехал за пределы Украины.
В октябре 2009 года по данным ряда СМИ был объявлен в розыск по обвинению в изнасилованиях, после чего скрылся и был объявлен в межгосударственный розыск. При этом, со слов представителей УПЦ КП, стали известны новые факты его биографии. В 1990-х годах О.Кулик был монахом Михайловского монастыря УПЦ КП в Киеве, где сначала назвал себя Христом (при этом отрастил длинные волосы и бороду), потом объявил, что возглавит «Киевский патриархат» и Русскую православную церковь, а впоследствии станет Папой Римским. Из обители его выгнали и отлучили от церкви, после чего он уехал в США.
2 ноября в УНИАН и 10 ноября 2009 года в агентстве «Интерфакс-Украина» в Киеве, в ответ на публикации в СМИ о УАПЦ-К и Моисее Кулике, состоялись пресс-конференции иерархов и членов УАПЦ-К, на которых было заявлено о «проводящейся широмасштабной кампании по уничтожению Моисея Кулика и возглавляемой им УАПЦ-К».